# Félix Lebrun
Pour les articles homonymes, voir Lebrun.
Félix Lebrun  est un pongiste français, né le 12 septembre 2006 à Montpellier (Hérault).
Attaquant droitier jouant en prise porte-plume, il possède un style fondé sur la vitesse et les variations de service.
Frère cadet d'Alexis Lebrun (10e mondial en février 2025), avec qui il forme une des meilleures paires mondiales en double messieurs (classés numéro un mondial en novembre 2024 après avoir obtenu le titre de champions d'Europe et remporté le WTT Finals), Félix est décrit comme un « phénomène du tennis de table français » de par sa précocité exceptionnelle dans l'histoire de ce sport. Fait unique pour un pongiste non asiatique, il a atteint très tôt le haut niveau en se classant au 78e rang mondial dès ses 15 ans, puis en décrochant son premier titre majeur à seulement 16 ans, en remportant les Jeux européens de 2023 ; à 17 ans, il est classé 1er joueur français et européen et 1er mondial des moins de 19 ans. Le 19 mars 2024, il devient le troisième plus jeune joueur de l'histoire à se hisser à la 5e place du classement mondial senior.
Le 4 août 2024, il remporte la médaille de bronze en simple aux Jeux olympiques de Paris en 2024, et il poursuit la compétition en remportant la médaille de bronze par équipes cinq jours plus tard en compagnie de son frère Alexis et Simon Gauzy. Il devient le premier pongiste français et européen à remporter un WTT Champions, le 27 octobre 2024, à domicile, à Montpellier.
Le 14 septembre 2024, il reçoit la médaille de l'ordre national du Mérite.

## Biographie
Félix Lebrun grandit dans un environnement familial pongiste avec son grand frère Alexis, entouré par son père Stéphane Lebrun, ancien no 7 français avant de devenir entraîneur ainsi que son oncle Christophe Legoût, ancien no 14 mondial,, et directeur des compétitions de la Fédération française de tennis de table depuis avril 2024,.
Il a deux sœurs aînées, Margaux et Roxane. Cette dernière, née avec un seul ventricule, a été opérée six fois à cœur ouvert ; les deux frères ont déclaré qu'elle est pour eux un modèle et leur a appris à relativiser leur réussite sportive,.

### Formation
Félix Lebrun commence le tennis de table dès l'âge de trois ans et adopte rapidement une prise porte-plume, très rare chez les joueurs d'origine européenne,. Il apprécie la plus grande mobilité au niveau du poignet que lui confère cette technique, qu'il a découverte enfant en observant jouer le pongiste professionnel Chen Jian, qui s'entraînait alors à Montpellier. D'abord entraîné par son père, il poursuit sa pratique sportive en sport-études en fin de primaireà l’école St Jean-Baptiste de la Salle.
Son grand frère Alexis, également pongiste professionnel de niveau mondial et lui ont un parcours atypique. En effet, ils ne sont jamais passés par les structures fédérales de très haut niveau comme l'Institut national du sport, de l'expertise et de la performance (INSEP) ou le pôle France à Nantes. Ils s'entraînent au pôle espoir de Montpellier depuis leurs débuts et ne l'ont jamais quitté.
Une équipe a été construite sur mesure pour leur développement et leur entraînement. Elle compte Nathanaël Molin, entraîneur, Jérémy Surault, préparateur physique, ainsi qu'une kinésithérapeute. Ceux-ci ont notamment innové dans les méthodes d'entraînement. D'après Jérémy Surault, « on s'inspire des Chinois mais on ne peut pas copier un pays avec une culture si différente, où l'on mange avec les hanches en position ouverte. Il faut trouver une autre façon de faire ».

## Carrière

### Parcours jeune
Félix Lebrun gagne de multiples titres dans les catégories jeunes en devenant notamment champion de France minime, cadet puis junior. Il se démarque également au niveau européen et mondial puisqu'il remporte les Eurominichamps à deux reprises en 2017 et 2018, les championnats d'Europe cadets en simple, double et par équipes et est sacré champion du monde cadet en double avec Sora Matsushima.

### Année 2022
Il devient champion de France 2022 en double avec Laurent Cova et échoue en finale du double mixte avec Leïli Mostafavi,. Il accomplit un excellent parcours en individuel perdant en demi-finale contre son frère Alexis, futur vainqueur de la compétition,.
Il réalise de nombreuses performances sur le circuit mondial comme sa victoire sur le no 26 mondial Chuan Chih-yuan qui lui permettent d'être classé no 70 mondial en juillet 2022.
Pendant les championnats du monde par équipe 2022 à Chengdu, il bat Dang Qiu, classé 9e mondial à ce moment. Le parcours de l'équipe de France s'arrête en quart de finale contre l'Allemagne avec une défaite 2-3.
Il perd en demi-finale messieurs des championnats d'Europe 2022 avec son frère Alexis contre la paire Robert Gardos-Daniel Habesohn. Il gagne par conséquent sa première médaille de bronze au niveau européen et devient le plus jeune médaillé lors d'un championnat d'Europe.

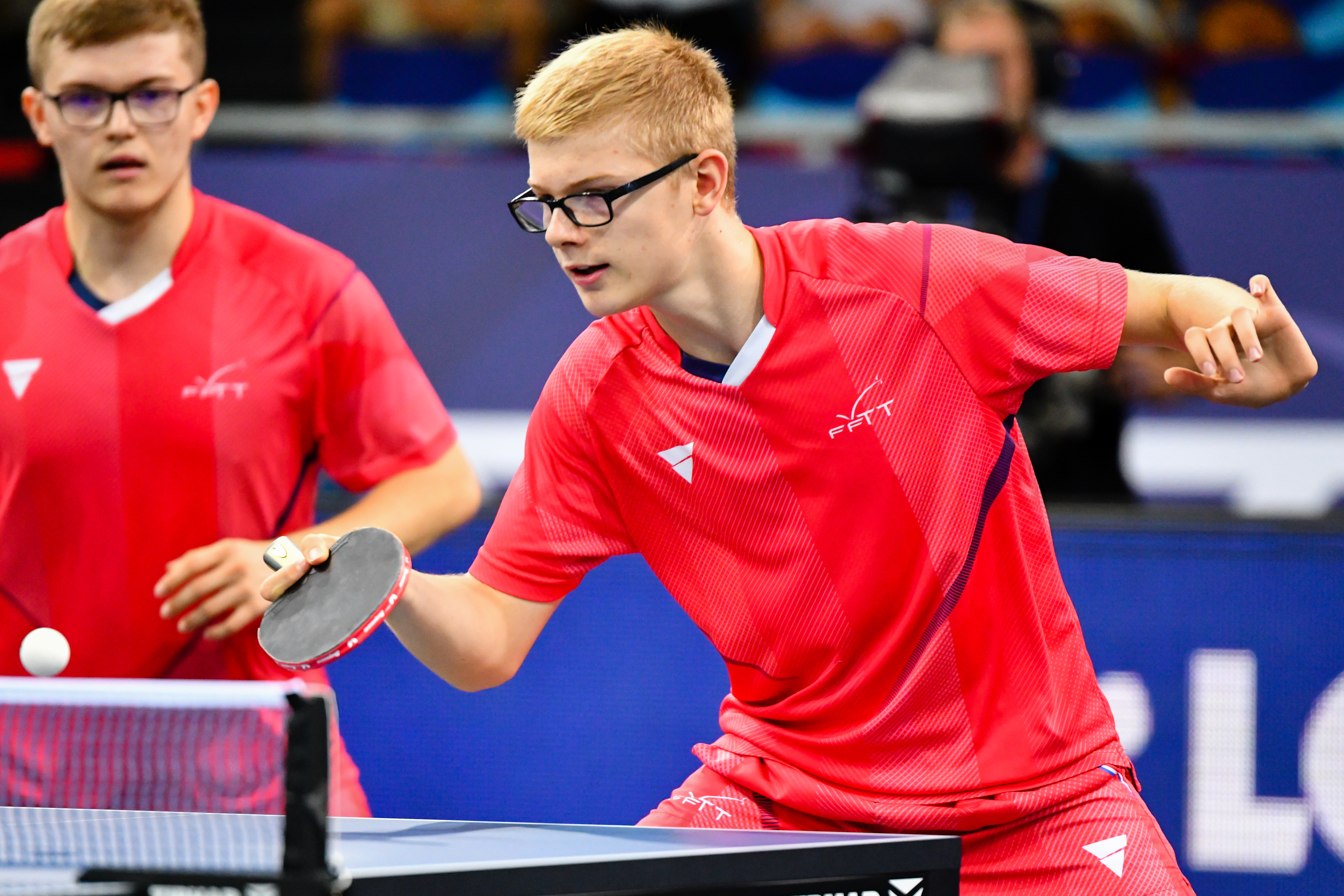
Félix Lebrun aux championnats d'Europe de tennis de table 2022 avec son frère Alexis Lebrun en double.

### Année 2023
Au World Table Tennis Star Contender de Goa de 2023, il élimine successivement, Lee Sang-su, Truls Möregårdh et le Coréen Jang Woo-jin. Il échoue en demi-finale contre le Chinois Lin Shidong. Il réalise sa première grosse performance sur le circuit mondial.
En mars 2023, aux championnats de France senior, il devient vice-champion de France en simple. Il s'incline en finale contre son frère Alexis par 4 manches à 1.
Le 27 juin 2023 il remporte son premier titre individuel international lors du tournoi simple masculin de tennis de table des Jeux européens à Cracovie en battant en finale le Portugais Marcos Freitas. Il devient le premier pongiste français à obtenir le titre en simple messieurs. Deux jours après son titre individuel, il remporte la médaille de bronze par équipes composées d'Alexis Lebrun, Can Akkuzu, Simon Gauzy contre le Portugal,.
En septembre 2023, aux championnats d'Europe par équipes à Malmö, il est médaillé de bronze avec l'équipe de France. Leur parcours s'arrête en demi-finale par une défaite 3-1 contre la Suède, pays hôte et vainqueur de la compétition.
Au WTT Star Contender de Lanzhou, il prend sa revanche contre Lin Shidong en huitièmes de finale puis élimine le surprenant Américain Ma Jinbao en quarts de finale. Il s'incline finalement en demi-finale du tournoi contre le Chinois Ma Long. Avec son frère Alexis, il remporte le titre en double messieurs. Cette première victoire de la paire sur le circuit international leur permet de se hisser à la 5e place au classement mondial.
Au WTT Contender d'Antalya, il se hisse en finale après s'être défait notamment de la première tête de série et 4e mondial, le Brésilien Hugo Calderano, par un score de 3 sets à 0 en 1/4 de finale. Lors de cette finale le 22 octobre 2023 il remporte son premier titre sur le circuit WTT en battant l'Allemand Dimitrij Ovtcharov, alors 9e mondial et tête de série numéro 2 du tournoi à la manche décisive sur le score de 4 jeux à 3, dans une finale ne séparant les deux athlètes que de 2 points sur l'ensemble du match. À la suite de cette victoire, il intègre pour la première fois de sa carrière le top 10 mondial en se hissant au neuvième rang mondial, devenant ainsi le troisième joueur le plus jeune de l'histoire du tennis de table à réaliser cette performance. En double mixte avec Prithika Pavade, ils perdent en finale contre la paire japonaise Hina Hayata-Tomokazu Harimoto.
Il termine sa saison en novembre au WTT Champions de Francfort. Il élimine successivement Simon Gauzy, Dang Qiu puis le sud-coréen Lee Sang-su en quart de finale. Il s'incline finalement, comme au tournoi du WTT Star Contender de Lanzhou, face au Chinois Ma Long en demi-finale.

### Année 2024
Lors du WTT Star Contender de Goa, il gagne successivement contre Park Gyuhyeon, Truls Möregårdh, Patrick Franziska et le Brésilien Hugo Calderano en finale. Il remporte la compétition en s'imposant en six sets pour s'adjuger le premier Star Contender de sa carrière. Cette victoire lui permet ainsi de passer à la 6e place mondiale et d'être le premier joueur du classement ITTF qui ne soit pas chinois.
En février 2024, il est médaillé d'argent aux Championnats du monde de tennis de table par équipes 2024, à Busan (Corée du Sud), avec Alexis Lebrun, Simon Gauzy, Jules Rolland et Lilian Bardet. L'équipe de France est défaite en finale par la Chine (3 matchs à 0). Cela faisait 27 ans que l'équipe de France masculine n'avait pas remporté de médaille aux championnats du monde par équipes (la dernière étant également une médaille d'argent en 1997).
En mars 2024, après s'être qualifié pour la première fois en demi-finale d'un Grand Smash, à Singapour, il perd contre Wang Chuqin, qui accède ainsi à la 1re place mondiale. Il devient le troisième plus jeune joueur à se hisser à la 5e place du classement mondial senior. Aux championnats de France en catégorie senior, il devient champion de France en double messieurs avec son frère Alexis. En simple, il s'incline encore une fois face à son frère ainé en finale par 4 manches à 2, devenant vice-champion de France pour la seconde année consécutive. Lors du ZEvent 2024 il a promis de se venger de son frère Alexis « Promis, la première fois que je le bats, je monte sur la table aussi ! ».
En avril 2024, il passe le premier tour de la Coupe du monde mais perd au tour suivant, en huitième de finale, face à Ma Long.
En août 2024, il participe aux Jeux olympiques de Paris 2024 et est battu en demi-finale par le Chinois Fan Zhendong. Il décroche la médaille de bronze en simple messieurs face au Brésilien Hugo Calderano, qui avait battu le frère aîné de Félix, Alexis Lebrun, en huitièmes de finale. Cette médaille de bronze à seulement 17 ans présage, selon le journal L'Équipe, un « avenir radieux ». Il décroche également la médaille de bronze par équipe, associé à son frère Alexis et à Simon Gauzy ; la France ayant battu le Japon dans la petite finale 3 matchs à 2.
En octobre 2024 lors des championnats d'Europe il s'incline en quart de finale contre l'allemand Benedikt Duda et prend un carton rouge pour jet de raquette, qui ne l'empêche toutefois pas de participer à la finale du double messieurs, où il s'impose associé à son frère Alexis. Lors du tournoi WTT champions de Montpellier, en quart de finale, Félix bat pour la première fois son grand frère Alexis en match officiel, sur le score de 3 sets à 1. Il bat en demi-finale le numéro 2 mondial Lin Shidong, sur le score de 4 sets à zéro, puis en finale le champion d'Asie 2024 Tomokazu Harimoto, sur le score de 4 sets à un; il devient ainsi le premier Français et le premier européen à remporter un tournoi WTT Champions.
En novembre, après avoir atteint les quarts de finale du WTT Champions de Francfort, il se hisse pour la première fois au 4e rang mondial en simple,
Fin novembre, Félix remporte avec son grand frère Alexis la finale du tableau de double messieurs du WTT Finals, à Fukuoka au Japon, en battant la paire japonaise Shunsuke Togami / Hiroto Shinozuka par 3 sets à 2. Les deux frères se hissent par la même occasion à la 1re place du classement mondial de double. C'est la première fois qu'une paire française et même européenne réalise cette performance.
Cette victoire renforce leur popularité auprès du grand public : début 2025, ils sont à la 31e place du classement des célébrités les plus appréciées des Français, publié par Le Journal du dimanche (JDD).

### Année 2025
Le début d'année est décevant pour Félix : il perd dès le deuxième tour au WTT Smash de Singapour et au Top16 européen de Montreux, contre des adversaires moins bien classés que lui (24e et 8e).
En mars, Félix se ressaisit au WTT Champions de Chongqing, où il retrouve un niveau correspondant à son statut de joueur du top 10 mondial : il passe aisément les deux premiers tours en gagnant 3 sets à 0 contre Kanak Jha et Yukiya Uda, puis perd de peu en quart de finale contre le no  mondial Liang Jingkun, à l'issue d'un match très serré (3 sets à 2) ; c'est la sixième fois consécutive que Félix atteint les quarts de finale d'un WTT Champions, égalisant le record établi par Wang Chuqin.
Aux championnats de France 2025, Félix conserve son titre en double messieurs avec son frère Alexis le 22 mars ; le lendemain, il remporte son premier titre de champion de France senior en simple, en prenant sa revanche en finale contre son frère Alexis, en 7 sets.
Après des défaites au WTT Champions d'Incheon (éliminé dès le premier tour) et à la Coupe du Monde de Macao (éliminé dès les phases de poule), Félix participe au WTT Contender de Tunis. Il s'impose en ne concédant qu'un seul set en demi-finale, puis en finale sur le score de 4-0 face à Anders Lind. Il remporte ainsi son 4ème titre sur le circuit WTT.
Aux Championnats du Monde à Doha en mai 2025, Félix remporte la médaille de bronze en Double Messieurs avec son frère Alexis après leur défaite en demi-finale contre la paire Kao Cheng-Jui / Lin Yun-Ju. Les deux frères monteront sur le podium avec leurs partenaires d'entrainement du club de Montpellier, Esteban Dorr et Florian Bourrassaud, qui ont eux aussi obtenu une médaille de bronze en double lors de ces championnats du monde.
En juin, lors du WTT Star Contender de Ljubljana, Félix atteint la finale en simple où il s'incline face à Hugo Calderano (4-2). Il atteint aussi la finale en double avec son frère Alexis où ils s'inclinent face à la paire Sud-Coréenne AN Jaehyun / LIM Jonghoon (3-0). Ce tournoi est très positif pour Félix qui poursuit sa bonne dynamique depuis le WTT Contender de Tunis.
Le 29 juin 2025, il devient champion de France de Pro A avec l'Alliance Nîmes-Montpellier.
En juillet, au WTT Smash US de Las Vegas, Félix réalise un remarquable parcours en simple et en double. Il atteint la demi-finale en simple, en battant notamment Shunsuke Togami au premier tour, et Benedikt Duda en 8e de finale. En demi-finale il rencontre le numéro 2 mondial Wang Chuqin et, au terme d'un match très accroché, Félix s'incline à la belle : 4 sets à 3 et 11-9 dans le set décisif. Ce match montre que le français n'est pas loin de l'exploit de battre les chinois en simple dans des compétitions majeures. En double avec son frère Alexis, ils atteignent la finale en ayant notamment éliminé la paire Wang Chuqin / Liang Jingkun sur le score de 3 sets à 0. En finale ils rencontrent AN Jaehyun / LIM Jonghoon et s'inclinent 3 sets à 1.
Ce tournoi de Las Vegas marque une évolution notable dans la saison de Félix Lebrun. Après un début d’année plus difficile, lié en partie à une adaptation physique consécutive à un changement morphologique et à une prise de masse musculaire, il semble progressivement retrouver ses repères. Cette transformation physique a nécessité un ajustement de ses déplacements et de ses sensations de jeu. Les performances récentes, notamment à Las Vegas, suggèrent une meilleure intégration de ces changements, avec une amélioration visible dans la maîtrise de ses appuis, de son explosivité en coup droit, et de son efficacité en match.

## Style de jeu
Il joue avec une prise porte-plume, plus précisément la technique dite « chinoise » de la prise, qui consiste à replier le majeur, l'annulaire et l'auriculaire sur le côté revers, et non à les déplier comme pour la prise dite « japonaise » ou « coréenne »,,.
Il est aussi connu pour sa grande variété de services (une centaine contre une dizaine pour la plupart des autres joueurs), faisant de lui l'un des meilleurs serveurs du monde, et qui lui permet d'emporter entre 30 et 40% de ses points grâce à sa seule mise en jeu. Il a développé cette variété par de nombreuses heures de travail, notamment quand une blessure au talon l'a obligé à un repos forcé pendant lequel il a travaillé ces variations plus de deux heures par jour. Selon son oncle Christophe Legoût, ancien membre de l’équipe de France de tennis de table, Félix Lebrun « est top 3 mondial sur ses 100 services et top 1 sur 10 d'entre eux » ; il l'explique par la laxité et la dextérité naturelles de Félix, augmentées par sa prise en porte-plume et une capacité exceptionnelle à prendre plaisir à travailler ces techniques, alors que c'est un exercice souvent considéré comme rébarbatif.
Il a un style de jeu offensif.

## Parcours en club
Il joue pour le club du Montpellier tennis de table depuis son plus jeune âge et évolue au sein de l'équipe 1 en Pro B pour la saison 2022-2023. Il a cependant effectué un court passage remarqué dans l'équipe 1 du Istres TT pour la saison 2021-2022 où il est meilleur performer du championnat à la mi-saison,.
Il devient champion de France de Pro B pour la saison 2022-2023 avec son club. L'Alliance Nîmes-Montpellier accède ainsi à la Pro A.

## Préparation sportive
En 2024, Félix et son frère Alexis sont entraînés par toute une équipe, formée notamment par l'entraîneur Nathanaël Molin, le préparateur physique Jérémy Surault, la kinésithérapeute Julie Molin, le préparateur mental Jean-Paul Martinet et l'analyste vidéo Laurent Cova, qui est également leur beau-frère. Leur mère, Dominique Lebrun, enseignante à l'école élémentaire Gustave Courbet de Lunel-Viel, a pris une disponibilité pour gérer l'aspect administratif de leur carrière. Au total, une vingtaine de personnes participent activement à la gestion de leur carrière, leur bien-être et leur performance.

## Popularité
Dès 2022, Félix et son frère Alexis sont des célébrités en Chine,, où ils sont surnommés « les frères lunettes » (« 眼镜兄弟 »),. Le compte de Félix sur le réseau social chinois Weibo est rapidement suivi par des centaines de milliers de personnes (plus d'un demi-million en octobre 2024).
En 2024, leur célébrité augmente fortement en France comme en Chine à l'occasion des Jeux olympiques de Paris.
En janvier 2025, ils rentrent dans le top 50 des personnalités préférées des Français du JDD (place n°31).

## Sponsorat
Il est sponsorisé par la marque Tibhar, comme son frère Alexis, et a codéveloppé avec Tibhar un bois de tennis de table à son nom. Il signe un contrat de six ans avec cette marque en 2022.
Lors du WTT Champions de Montpellier de 2024, les deux pongistes ont prolongé leur contrat avec Tibhar jusqu'en 2032.
Les deux frères sont aussi sponsorisés par :
- La banque en ligne BoursoBank ;
- La marque française de prêt-à-porter Jules ;
- Le Groupe Nicollin spécialisé dans le nettoyage urbain, la collecte et le retraitement des déchets ;
- Hylo Sport, spécialisé dans l'hydratation oculaire pour les sportifs ;
- Le groupe de grande distribution Carrefour ;
- L'opticien Optic2000 ;
- Le gestionnaire de sites de congrès et d'exposition Viparis.
- La marque automobile Leapmotor France[86] distribué par Stellantis.

## Palmarès

### 2022

#### Championnat de France
- en simple (défaite contre Alexis Lebrun en demi-finale) ;
- en double messieurs (victoire avec Laurent Cova contre Antoine Hachard et Benjamin Brossier) ;
- en double mixte (défaite avec Leïli Mostafavi contre Alexis Lebrun et Camille Lutz en finale).

#### Championnat d'Europe
- en double messieurs (défaite avec Alexis Lebrun contre Robert Gardos et Daniel Habesohn en demi-finale).

### 2023
| Compétitions          | Or | Ar. | Br. |
| --------------------- | -- | --- | --- |
| Championnat de France |    | 1   |     |
| Jeux européens        | 1  |     |     |
| WTT Champions         |    |     | 1   |
| WTT Star Contender    |    |     |     |
| * Simple              |    |     | 2   |
| * Double              | 1  |     |     |
| WTT Contender         |    |     |     |
| * Simple              | 1  |     |     |
| * Double              |    | 1   |     |

#### Championnat de France
- en simple (défaite contre Alexis Lebrun en finale)
- par équipes messieurs en championnat de France Pro B avec l'Alliance Nîmes-Montpellier Tennis de Table

#### Jeux européens
- en simple (victoire contre Marcos Freitas en finale)
- par équipes

#### Championnats d'Europe
- par équipes

#### WTT
- WTT Champions à Francfort (Allemagne) en simple (défaite contre Ma Long en demi-finale)
- WTT Star Contender à Goa (Inde) en simple (défaite contre Lin Shidong en demi-finale)
- WTT Star Contender à Lanzhou (Chine) en simple (défaite contre Ma Long en demi-finale) et  en double messieurs (victoire avec Alexis Lebrun contre Lin Shidong et Xu Yingbin)
- WTT Contender à Antalya (Turquie) en simple (victoire contre Dimitrij Ovtcharov) et  en double mixte (défaite avec Prithika Pavade contre Hina Hayata et Tomokazu Harimoto en finale)

### 2024

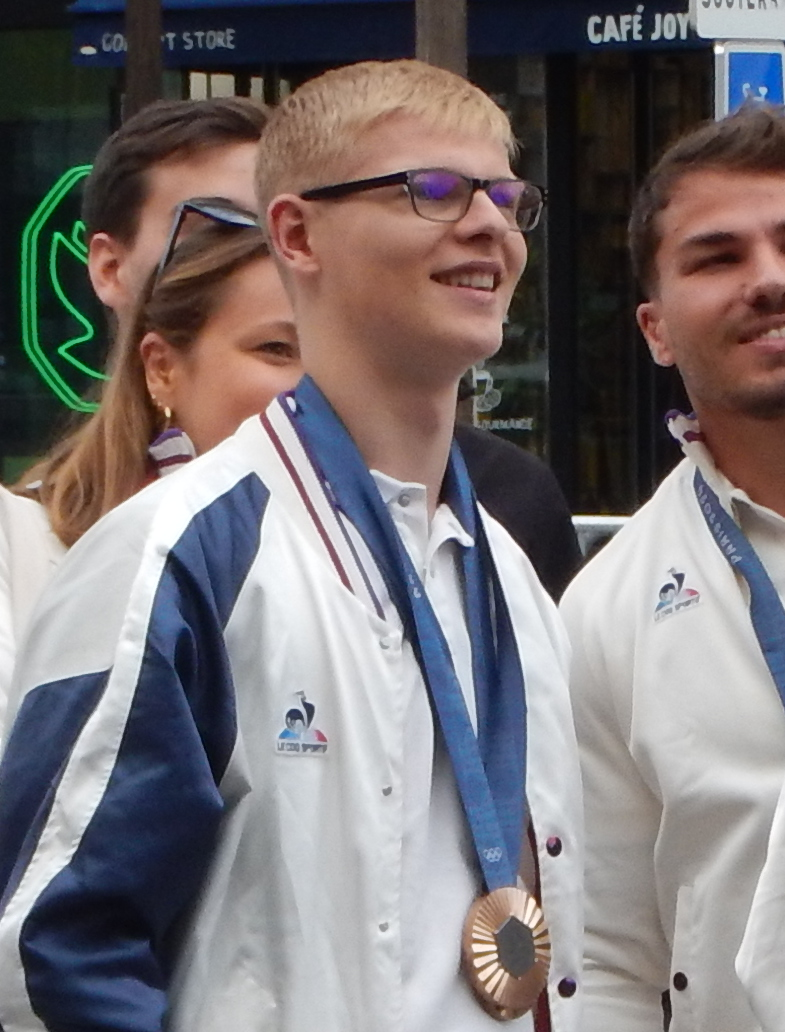
Félix Lebrun avec une de ses deux médailles de bronze des Jeux olympiques de Paris.

| Compétitions                      | Or | Ar. | Br. |
| --------------------------------- | -- | --- | --- |
| Championnat de France             | 1  | 1   |     |
| Championnat d'Europe              | 1  |     |     |
| Championnats du monde par équipes |    | 1   |     |
| Jeux olympiques                   |    |     | 2   |
| WTT Star Contender (Simple)       | 1  | 1   |     |
| Singapore Smash (Simple)          |    |     | 1   |
| WTT Champions (Simple)            | 1  |     |     |
| WTT Finals (Double)               | 1  |     |     |

#### Jeux olympiques
- en simple (défaite en demi-finale contre Fan Zhendong, victoire en petite finale contre Hugo Calderano)
- par équipes messieurs (défaite en demi-finale contre la Chine, victoire en petite finale contre le Japon)

#### WTT
- WTT Star Contender à Goa (Inde) en simple (victoire contre Hugo Calderano).
- WTT Grand Smash Singapour en simple (défaite en demi-finale contre Wang Chuqin).
- WTT Star Contender à Ljubljana (Slovénie) en simple (défaite contre Hugo Calderano)
- WTT Champions Montpellier (France) en simple (victoire contre Tomokazu Harimoto)
- WTT Finals Fukuoka (Japon) en double (victoire avec Alexis Lebrun contre Shunsuke Togami et Hiroto Shinozuka)

#### Championnats du monde
- par équipes messieurs (défaite 3 matchs à 0 contre la Chine en finale)

#### Championnats d'Europe
- en double messieurs (victoire avec Alexis Lebrun)

#### Championnat de France
- en simple (défaite contre Alexis Lebrun en finale)
- en double messieurs (victoire avec Alexis Lebrun contre Florian Bourrassaud et Esteban Dorr)

### 2025

#### WTT
- WTT Grand Smash Singapour en double (défaite avec Alexis Lebrun en demi-finale contre Lin Shidong et Wang Chuqin)
- WTT Contender à Tunis (Tunisie) en simple[87]
- WTT Star Contender à Ljubljana (Slovénie) en simple (défaite en finale contre Hugo Calderano)
- WTT Star Contender à Ljubljana (Slovénie) en double (défaite en finale avec Alexis Lebrun contre AN Jaehyun et LIM Jonghoon)
- WTT Grand Smash Las Vegas en simple (défaite en demi-finale contre Wang Chuqin)
- WTT Grand Smash Las Vegas en double avec Alexis Lebrun (défaite en finale contre AN Jaehyun et LIM Jonghoon)

Championnat du Monde
- en double messieurs (défaite avec Alexis Lebrun en demi-finale contre Kao Cheng-Jui et Lin Yun-Ju)

#### Championnat de France
- en simple messieurs (victoire contre Alexis Lebrun en finale)[63]
- en double messieurs (victoire avec Alexis Lebrun)[63]
- par équipes messieurs en championnat de France Pro A avec l'Alliance Nîmes-Montpellier Tennis de Table

## Distinctions
- Chevalier de l'ordre national du Mérite (2024)[88]
- Salle Félix Lebrun, inaugurée le 28 décembre 2024 à Saint-Christol-lez-Alès[89]
- Médaille de la ville de Saint-Christol-lez-Alès (2024)[89]